# رون هويل (لاعب كرة قدم أسترالية)
رون هويل (بالإنجليزية: Ron Howell)‏ هو لاعب كرة قدم أسترالية أسترالي، ولد في 14 نوفمبر 1919 في تويد هيدز في أستراليا، وتوفي بنفس المكان في 7 مارس 2015.

## وصلات خارجية
- رون هويل على موقع AustralianFootball.com (الإنجليزية)
- رون هويل على موقع AFLtables.com (الإنجليزية)